# Alfreda Markowska

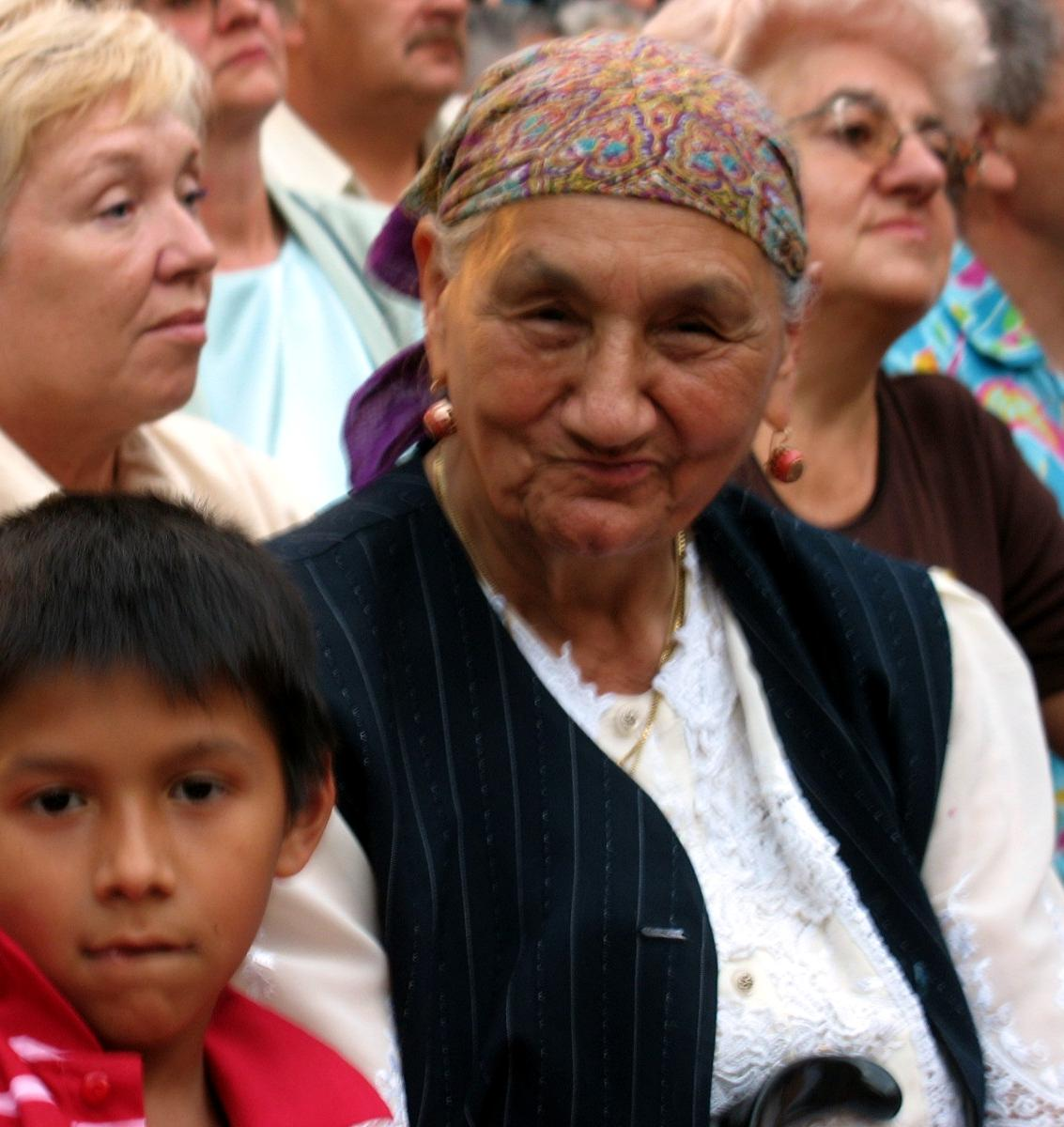
Alfreda Markowska (2006)

Alfreda „Noncia“ Markowska (* 10. Mai 1926 in Stanisławów; † 30. Januar 2021) war eine polnische Romni, die etwa 50 Kinder und Jugendliche vor der Vernichtung durch die Nationalsozialisten gerettet hat und dafür mit einem der höchsten Orden Polens, dem Orden Polonia Restituta ausgezeichnet wurde.

## Verfolgung
Markowska wurde 1926 in Polen bei Stanisławów in den östlichen Kresy in eine wohlhabende, Pferdezucht und Handel betreibenden Roma-Familie geboren. Ab 1939 befanden sich Roma, die als rassistisch stigmatisierte Gruppe verfolgt und vernichtet werden sollten, auf der Flucht. Viele versteckten sich schutzsuchend in den Wäldern, so auch Markowskas Familie. 1941 überfielen deutsche Soldaten in der Nähe von Biala Podlaska ihre Familie. Als die sechzehnjährige Markowska mit Lebensmitteln zu ihrer Familie zurückkehrte, fand sie das Lager zerstört und achtzig erschossene und von Bauern begrabene Personen vor. Ihr Mann Gucio hatte überlebt, weil er das Lager verlassen hatte, kurz bevor die Soldaten es entdeckt hatten.
Bald nach der Ermordung ihrer Familie wurde sie gefasst und in verschiedene Zwangsarbeitslager bzw. Ghettos, unter anderem Lublin, Lodz und Belzec deportiert. Doch ihr gelang immer wieder die Flucht. Nachdem sie aus der letzten Haft entkommen war, machte sie sich auf den Weg nach Stalowa Wola. Hier arbeitete ihr Mann mit anderen Sinti und Roma als Zwangsarbeiter für die Organisation Todt, eine paramilitärische Bautruppe der Nazis. Sie besorgte sich eine gefälschte Kennkarte und einen Ausweis und wurde als Bahnarbeiterin registriert. An diesen Bahnschienen wurde sie zur Zeugin der Transporte in die Lager der Umgebung. Sie verlegte Bahnschienen und wartete die Gleise, und die Arbeiter wurden gezwungen, die Toten aus den Deportationszügen hinauszutragen.

## Kinderrettung
Eines Tages übergab eine verzweifelte Frau aus dem Zug nach Auschwitz ihren vierjährigen Sohn heimlich an Markowska. Sie brachte ihn unbemerkt in das Barackenlager, in dem sie mit ihrer Familie lebte. Der Name des Jungen war Karol „Parno“ Gierlinski. Er war ein deutscher Sinto und später eines der Kinder, die Markowskas Geschichte bezeugten. Er erhielt von seiner Mutter einen Zettel mit dem Namen seiner Großmutter und ihrer Adresse im Warthegau bei Posen. So konnte er durch einen benachrichtigten Familienangehörigen sicher zu seinen Großeltern gelangen, wo er durch den deutschen Namen seines Großvaters zunächst geschützt blieb. Doch nach dem Tod des Großvaters deportierten die Nazis ihn und seine Großmutter zur Zwangsarbeit nach Hamburg. Beide überlebten und kehrten nach dem Krieg nach Polen zurück.
Markowska suchte an Massenerschießungsplätzen im Umkreis von hundert Kilometern unter den Leichen nach überlebenden Kindern, und sie holte weitere Kinder aus den Zügen nach Auschwitz oder Belzec heraus. Sie brachte die Kinder zu sich nach Hause und sorgte für ihr weiteres Überleben. Dazu suchte sie deren Verwandtschaft bzw. bereitwillige Pflegefamilien, fälschte Dokumente, besorgte Essensmarken und Reiseunterlagen. Markowska, selbst eine Jugendliche, rettete über die gesamte Besatzungszeit unter Lebensgefahr romani, jüdische und andere Kinder. Karol Gierlinski zufolge waren manchmal gleichzeitig mehr als zehn Kinder in ihrer Obhut. Wie viele Kinder sie insgesamt bis zum Ende des Krieges rettete, wusste sie selbst nicht mehr. Schätzungen gehen von fünfzig Kindern aus.

## Leben nach dem Krieg und Würdigungen

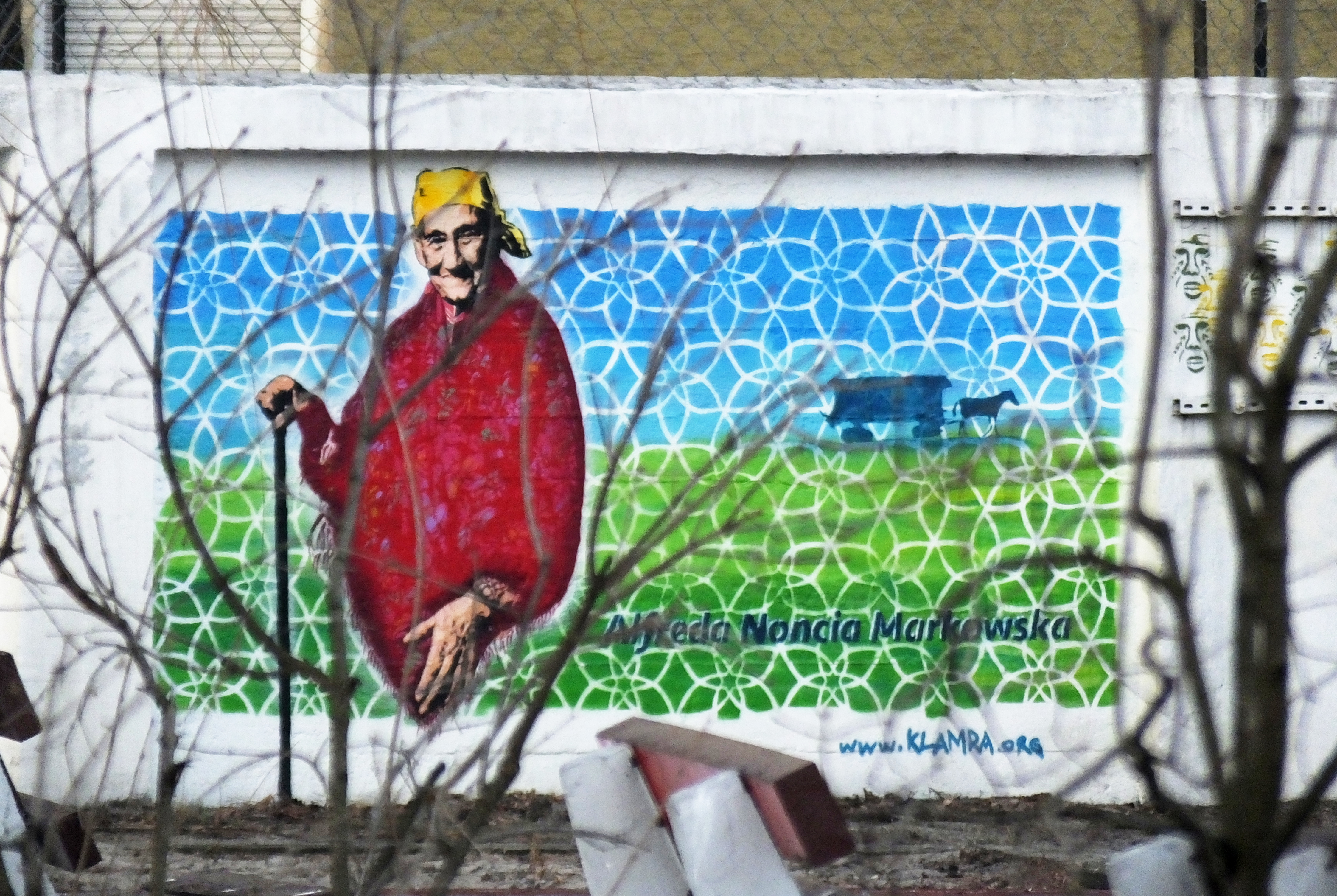
Markowska auf einem Bild von Dariusz Paczkowski, Zaun einer Schule in Warschau.

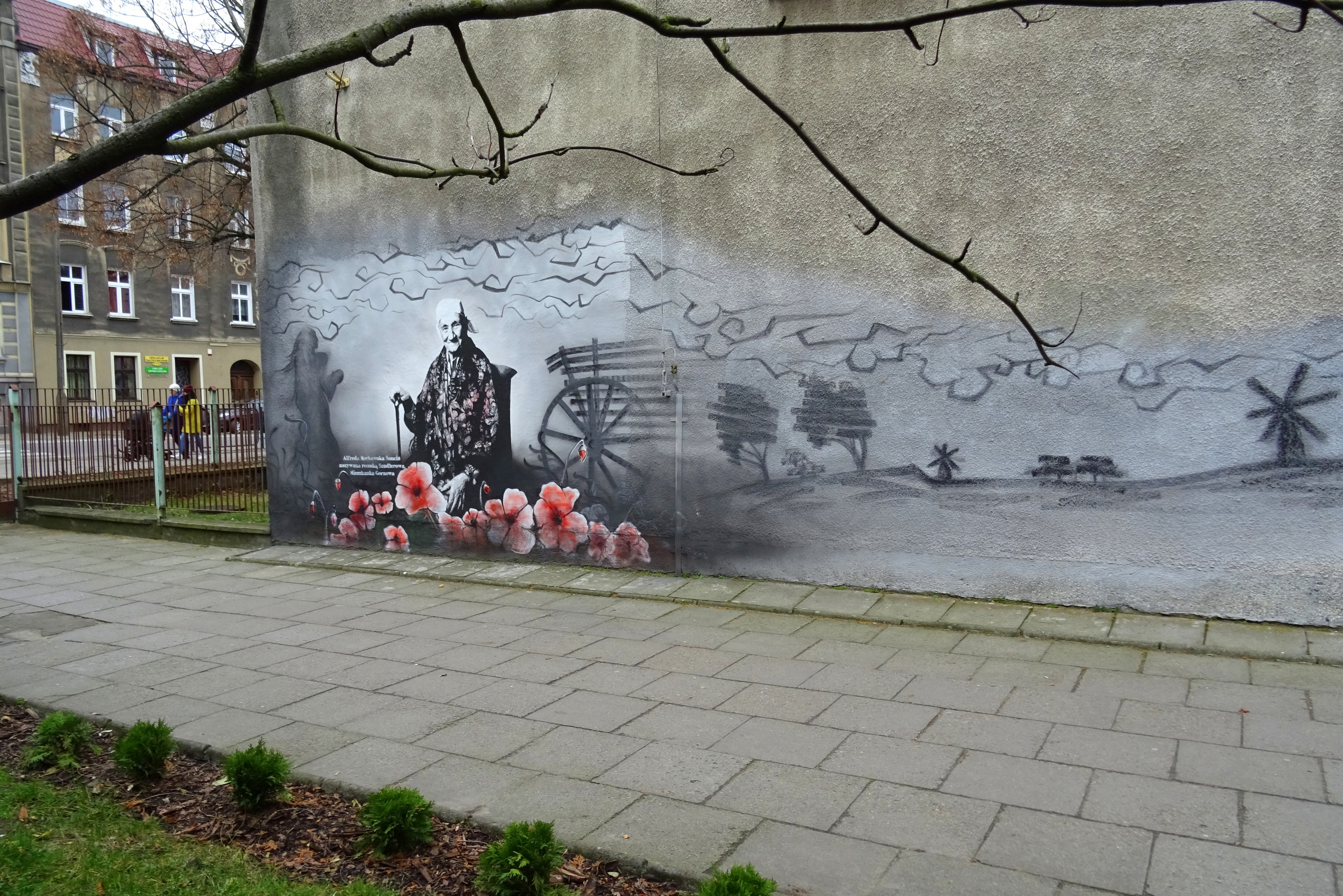
Markowska auf einem Wandgemälde des Künstlers Leszek Michta auf dem Gelände einer Schule in Gorzów Wielkopolski

Markowska ließ sich in Gorzów Wielkopolski nieder. Mehr als vierzig Jahre später, am 17. Oktober 2006, erhielt sie als über Achtzigjährige eine der höchsten polnischen Auszeichnungen, den Orden Polonia Restituta. Sie ist die einzige Romni, die jemals dieses Ehrenzeichen erhalten hat. Die Zeremonie führte der polnische Präsident Lech Kaczyński im Präsidentenpalast durch. Eine Entschädigung für die Verfolgung hat sie nie bekommen. In einem Interview beklagte ihr Enkel Robert Dolinsky Patryk, dass ihre kleine Rente nur knapp für die Lebenshaltungskosten und für die Arzneimittel ausreichte. Alfreda Markowska starb Ende Januar 2021 im Alter von 94 Jahren. 
Ihr wurde ein Kurzfilm gewidmet, und sie wurde in ihrem Wohnort zur Ehrenbürgerin ernannt. Auch wurde dort im Mai 2017 auf dem Gelände der Grundschule Nr. 1 in der Straße Dbrowski ein vom Künstler Leszek Michta gefertigtes Wandgemälde von ihr installiert. Außerdem wurde ein Restaurant, das Roma-Speisen anbietet, zu Ehren von Markowska U Babci Nonci genannt.

## Weiterführende Literatur und Weblinks
- Agnieszka Hreczuk: Die Frau, die Dutzende Kinder vor dem Tod bewahrte. In: Tagesspiegel, 26. Januar 2014.
- Agnieszka Hreczuk: Die Retterin im langen Rock.9 In: Tageswoche, 30. Juli 2014.
- Wie eine NS-Verfolgte selbst zur Retterin wurde, Die Welt Online vom 24. Oktober 2012.